# 中部横貫公路
中部横貫道路（ちゅうぶおうかんどうろ）あるいは東西横貫道路（とうざいおうかんどうろ）は、台湾の中央部を東西に横断する幹線道路である。一般には中横公路（繁: 中橫公路と呼ばれる。北部横貫道路（北横公路）、南部横貫道路（南横公路）とともに台湾三大横貫公路となる最初の公道（公路）であり、1960年5月9日に全線開通し、開通後は省道台8線の呼称が定着している。
1999年の9月21日大地震の災害により、谷関から徳基までの区間が長期通行止めとなり、2004年の台風7号により再び崩壊した。その後、迂回路が通され、整備されるとともに、本線の復旧工事が進められている。

## 概要

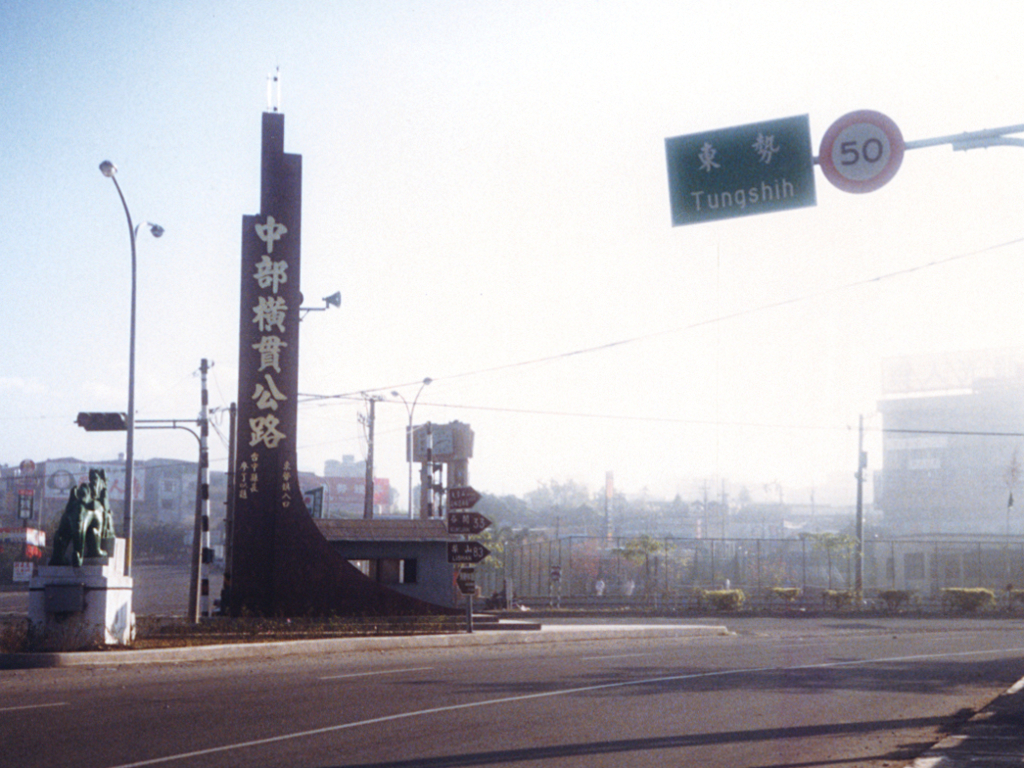
東勢（1990年）

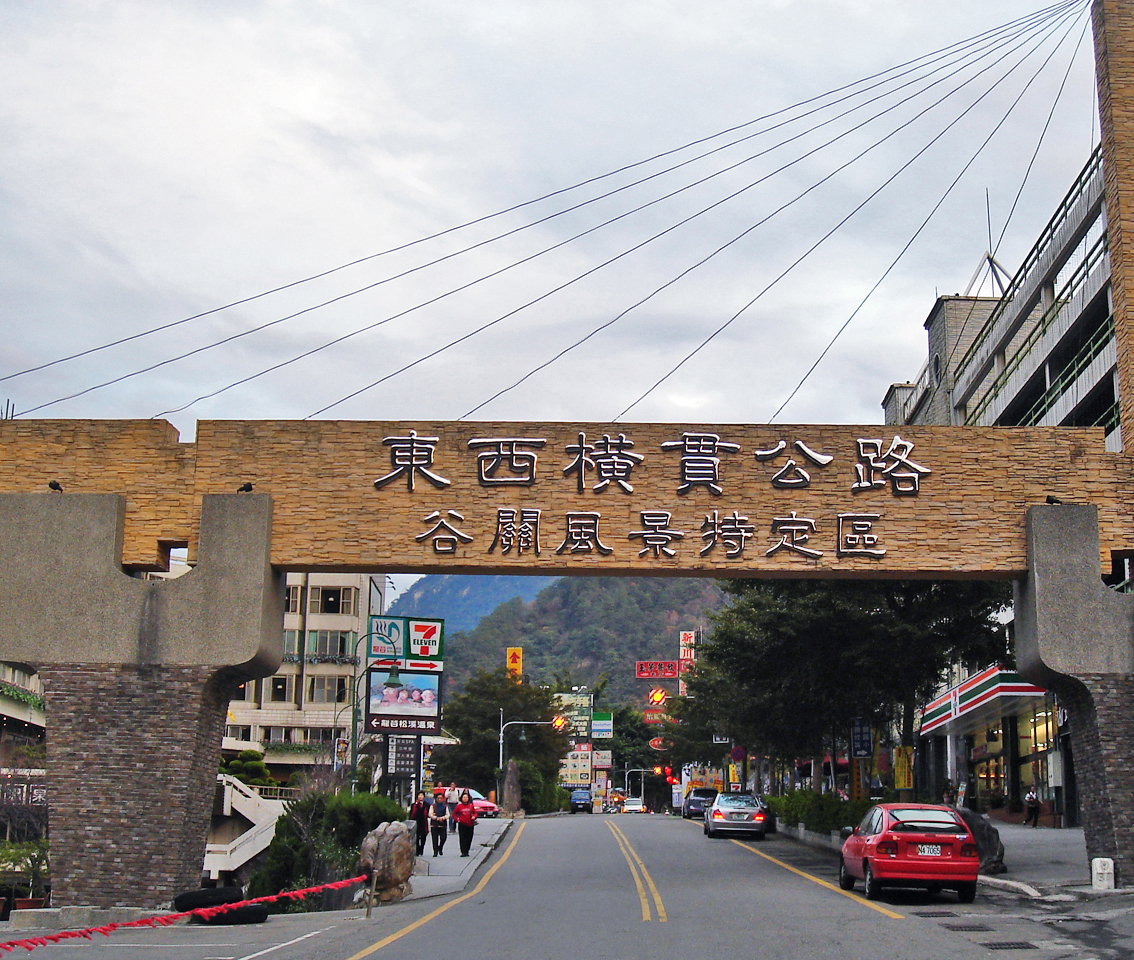
谷関（2011年）

台中市東勢区の東勢大橋を起点として、谷関（繁: 谷關）・徳基（繁: 德基）・梨山・大禹嶺・関ヶ原（繁: 關原）・天祥・タロコを経て花蓮県の新城郷につながる省道である。前身は日本統治時代の理蕃政策のなかで1914年に設けられた理蕃道路にさかのぼる。中部横貫公路の建設は1956年7月7日に開始され、1960年5月9日に開通した。

## 路線
中部横貫公路は、台湾の西海岸と東海岸を隔てる中央山脈を貫き、平地から標高3000メートルを超える合歓山までの変化に富む地形に、トンネルが掘られ、渓谷を開削するなどして通され、途中、1986年に指定された太魯閣国家公園も通過する。省道台8線がこの路線系統の本線であり、支線に宜蘭支線（台7甲線）と霧社支線（台14甲線）の2本がある。

### 本線

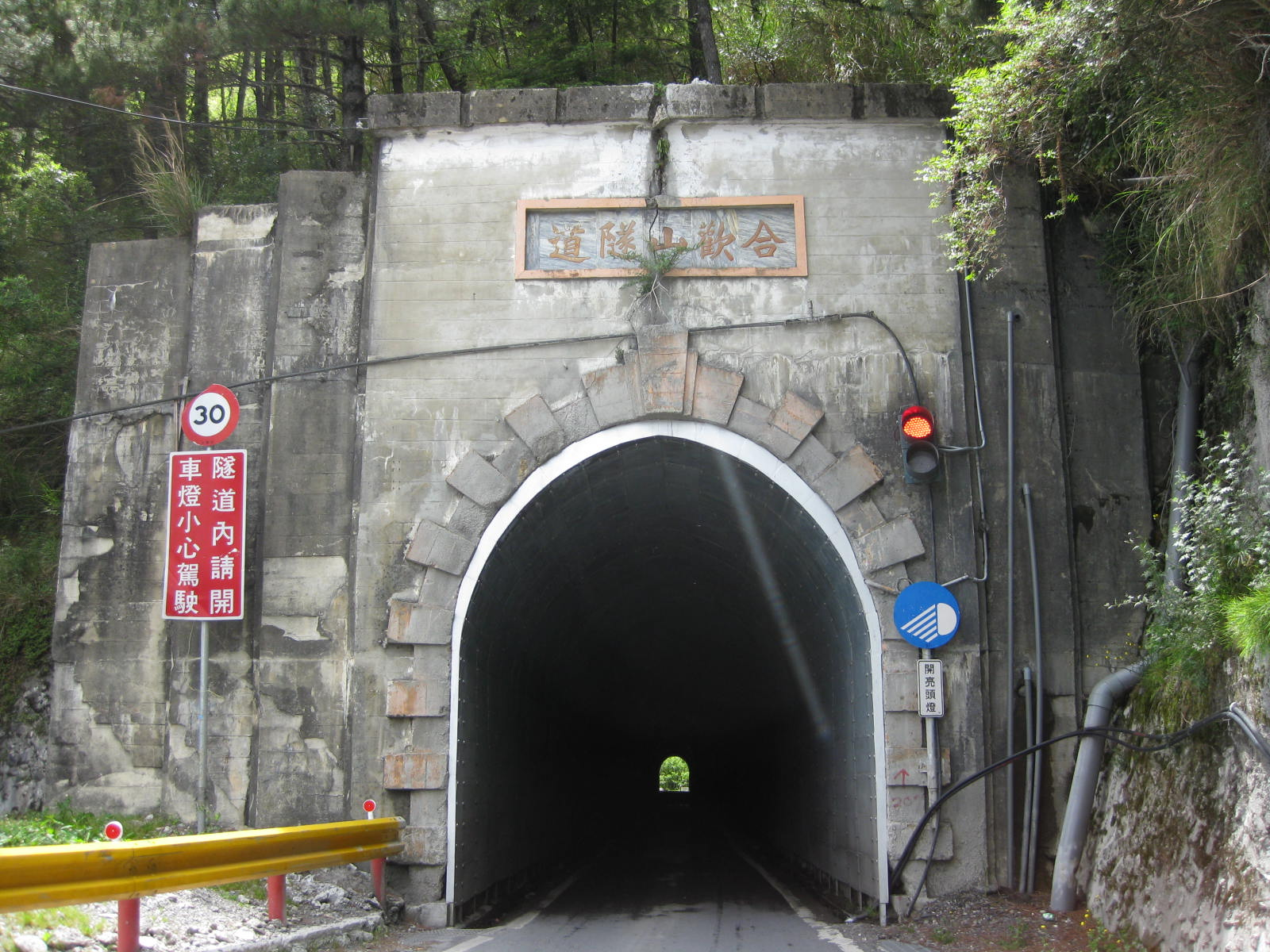
大禹嶺「合歓山隧道」（東口）標高2565m

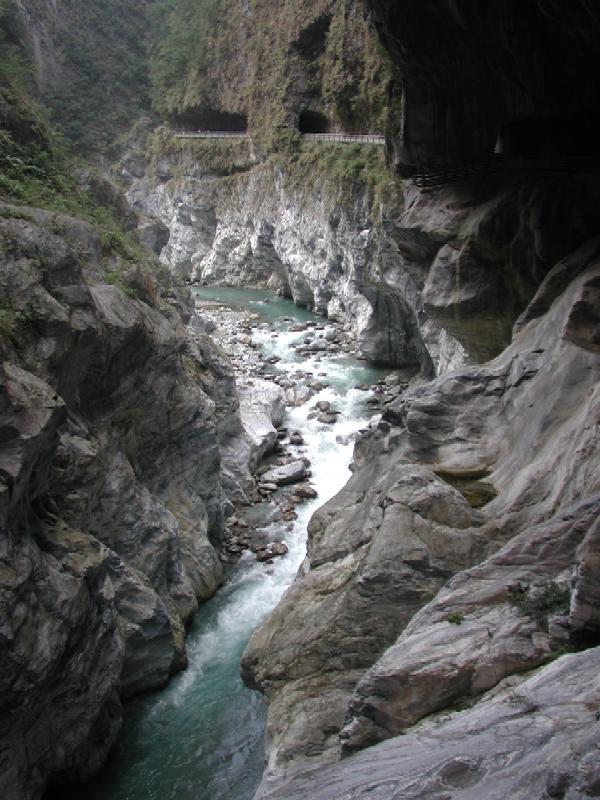
太魯閣峡（九曲洞）

本線の西側の起点は、台中の北東約26.3キロメートルの東勢で、大甲渓沿いに白冷、谷関、青山、徳基、梨山、大禹嶺まで登坂が続き、その後、関原を経て、天祥より立霧渓沿いに太魯閣峡（九曲洞 - 燕子口）、太魯閣（太魯閣牌楼）に至り、花蓮につながる。太魯閣から南の花蓮までは約26キロメートル (26.3km) となる。本線の開通時の全長は192.782キロメートルであったが、省道台8線として188.361キロメートルとされた後、路線調整により、2019年（民国108年）時点で187.797キロメートルとされる。
東勢（とうせい） - 33.8km - 谷関温泉（こっかんおんせん、標高約800m） - 27.7km - 徳基水庫（とっきすいこ〈徳基ダム、標高1411m〉） - 20km - 梨山（りさん、標高約2000m） - 30.3m - 大禹嶺（たいうれい、標高2565m） - 4.9km - 関ヶ原（せきがはら、標高2374m） - 52.7km - 天祥（てんしょう、標高約450m） - 18.9km - 太魯閣（たろこ）- 新城（しんじょう）。

##### 固有地名一覽
- 東勢
とうせい
- 頭社
とうしゃ
- 尾社
びしゃ
- 蕃社
ばんしゃ
- 新伯公
しんはくほう
- 大茅埔
だいぼうほう
- 風樹脚
ふうじゅきゃく
- 稍來
そうらい
- 南勢
なんせい
- 白鹿
はくろく
- 白冷
はくれい
- 裡冷（中国語版）
りれい
- ラクス社（中国語版）（松鶴/久良栖）
らくす-しゃ
- ハロンダイ社（哈崙台）
はろんだい-しゃ
- 明治（谷関）
めいじ
- 馬崙（瑪陵）
ばろん
- 烏来社
うらい-しゃ
- 小沢台
おざわたい
- 登仙峽（中国語版）
とうせん-きょう
- 達見（徳基）
たっけん
- タバン
たばん
- 佳陽
かよう
- 気合
きあい
- サラマオ社（梨山）
さらまお-しゃ
- 椚岡
くぬぎおか
- 合歓峠（大禹嶺）
ごうかん-とうげ
- 関ヶ原（関原）
せきがはら
- 畢祿
ひつろく
- レボック社
れぼっく-しゃ
- クバヤン社（新白楊）
くばやん-しゃ
- ロサオ社（洛韶）
ろそう-しゃ
- クモヘル社
くもへる-しゃ
- シキリヤン社
しきりやん-しゃ
- シーバウ社（西寶）
しいぼう-しゃ
- 梅園
ばいえん
- ソワサル社
そわさる-しゃ
- シカラハン社
しからはん-しゃ
- 深水温泉
しんすい-おんせん
- トブラ社（文山）
とぶら-しゃ
- イボホ社
いぼほ-しゃ
- 北マヘヤン社（白陽）
きた-まへやん-しゃ
- タビト社（中国語版）（天祥）
たびと-しゃ
- ドヨン社（陀優恩）
どよん-しゃ
- ボクスイ社（緑水）
ぼくすい-しゃ
- 合流
ごうりゅう
- 錐麓（九曲洞）
すいろく
- 断崖
たんがい
- ハダカン社
はだかん-しゃ
- ブロワン社（中国語版）（布洛灣）
ぶろわん-しゃ
- 渓畔
けいはん
- シラガン社（西拉岸）
しらがん-しゃ
- アヨ（長春祠）
あよ
- ロチエン社
ろちえん-しゃ
- ブセガン社（富世）
ぶせがん-しゃ
- 新城
しんじょう

### 支線

#### 宜蘭支線
中部横貫公路には支線として、宜蘭支線と霧社支線がある。宜蘭支線は台7甲線の全長74.217キロメートルで、梨山より分岐して北上し、中央山脈にある武陵農場付近を経て北部横貫公路の台7線につながり、宜蘭に向かう。梨山から宜蘭までは111.67キロメートルであり
梨山 - 松茂 - 環山 - 平岩山 - 武陵農場 - 勝光 - 思源啞口 - 突稜 - 南山 - 米羅 - 四季 - 留茂安 - 独立山 - 梵梵 - 松羅社 - 玉蘭 - 崙埤子 - 粗坑 - 再連 - 上深溝 - 員山 - 宜蘭

##### 固有地名一覽
- サラマオ社（梨山）
さらまお-しゃ
- 太保久（松茂）
たいほうきゅう
- シカヤウ社（中国語版）（環山）
しかよう-しゃ
- 平岩山
ひらいわやま
- 志良結（武陵農場口）
しりょうせつ
- 有勝（勝光）
ゆうしょう
- ピヤナン鞍部（中国語版）（思源啞口）
ぴやなん-あんぶ
- 突稜
とつりょう
- エキジュウ
えきじゅう
- ピヤナン社（南山）
ぴやなん-しゃ
- メラ（米羅）
めら
- シキクン社（四季）
しきくん-しゃ
- ルモアン社（留茂安）
るもあん-しゃ
- ヱボシ（独立山）
えぼし
- ボンボン社（梵梵/英士）
ぼんぼん-しゃ
- 松羅社
しょうら-しゃ
- 玉蘭
ぎょくらん
- 崙埤子
ろんひし
- 粗坑
そうこう
- 再連
さいれん
- 蚊子煙埔
ぶんしえんほ
- 上深溝
かみ-しんこう
- 三鬮
さんき
- 員山
いんざん
- 宜蘭
ぎらん

#### 霧社支線
霧社支線は全長43キロメートル (43.2km)、現在の台14甲線の全長41.719キロメートルであり、合歓峠（大禹嶺）より佐久間峠（武嶺）（標高3275m）、昆陽、そして清境農場を経て霧社につながり、台14線と接続する。
大禹嶺 - 合歓 - 石門 - 武嶺 - 昆陽 - 鳶峰 - 翠峰 - 梅峰 - 清境農場 - 霧社

##### 固有地名一覽
- 合歓峠（大禹嶺）
ごうかん-とうげ
- 合歓
ごうかん
- 石門
せきもん
- 佐久間峠（中国語版）（武嶺）
さくま-とうげ
- 合歓山（中国語版）（昆陽）
ごうかん-ざん
- 桜ヶ峯（鳶峰）
さくらがみね
- 追分（翠峰）
おいわけ
- 立鷹（梅峰）
たつたか
- 見晴（中国語版）（清境）
みはらし
- 霧社
むしゃ

## 歴史
横貫公路の歴史は、日本統治時代の五箇年理蕃計画により、1914年の太魯閣戦争（太魯閣戦役）の進攻に際して道路を開削したことに始まる。その後、太魯閣族（タロコ族）や賽徳克族（セデック族）に対する理蕃道路として、1933-1935年、霧社より合歓山を経て、天祥、太魯閣、花蓮を結ぶ「合歓越嶺道路」（合歓越嶺古道）全長約105キロメートルが建設された。
霧社から合歓埡口（大禹嶺）までの経路は、現在の霧社支線（台14甲線）に該当し、合歓埡口から太魯閣に向かう経路は、中部横貫公路本線の大禹嶺からの東部区間にあたる。また、中部横貫公路の西部区間の大部分は、1922年に建設された梨山から西に向かう「大甲渓警備道路」（大甲渓古道）全長約62キロメートルと重なる。
1937年に日中戦争が勃発すると、資源を補うために1940年、立霧渓の水力発電の設営に太魯閣族の狩猟や連絡の小道を開削・拡張した。東勢 - 明治（谷関）間は1943年より1945年にかけて補修され、明治 - 達見（徳基）間は1943年に着工、翌1944年に完成している。また、金の採鉱による太魯閣の産金道路の建設に掘削を進め、自動車道の一部が合流点まで完成した後、1945年8月に終戦となる。

### 開通

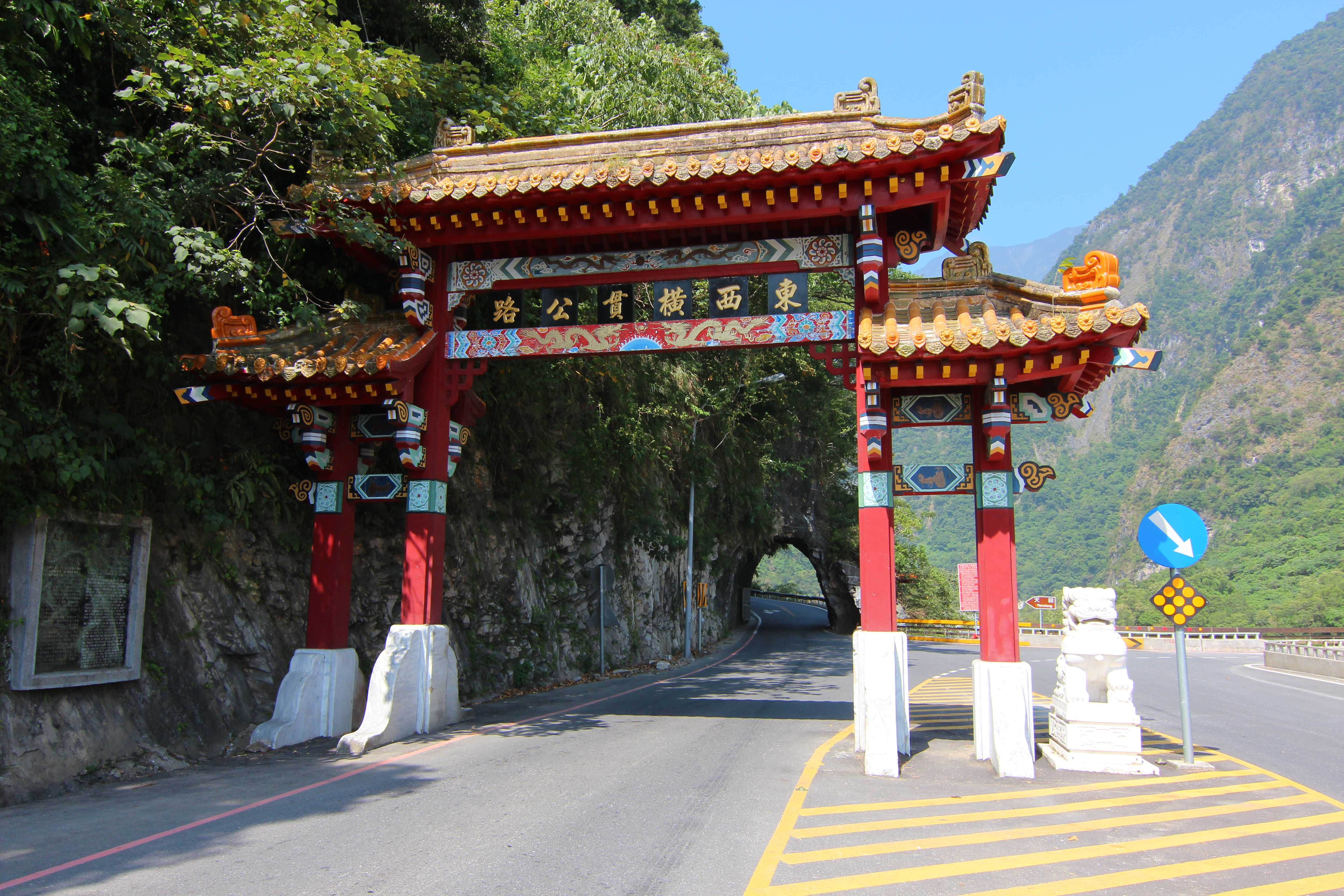
太魯閣牌楼

戦後、退役軍人の収容とともに東部の発展促進と山地資源の開発のため東西を結ぶ横貫公路の建設が提起され、1955年（民国44年）に「横貫公路開発委員会」が開設された。当時、台湾には国民党政府の台湾移転とともに多数の国民党軍兵士が移って来ていたが、彼らが退役年齢を迎えるに連れその行き場が問題となっていた。同年のうちに調査隊が編成され、翌1956年（民国45年）7月初旬に全線の測量が完了すると、同7月7日、横貫公路の建設に着手した。工事は、退役軍人を主力に1万人を超える（約1万1900人）人力を要した一大事業であった。
建設中、落石・土砂崩れなどによる人身事故で死傷者は3,500人にのぼった。とくに殉職した212名を弔うため、1958年（民国47年）、長春祠が建立された。完成までに225名（226名）が亡くなるなか、1960年（民国49年）4月29日に建設が完了し、翌5月9日、3年9か月18日を経て、台湾初の横貫公路が正式に開通した。
観光バス転落事故
1986年（民国75年）10月8日、中部横貫公路の谷関において、観光バスが大型トラックとの衝突により渓谷に転落し、42名が死亡、3名が負傷する大事故が発生し、台湾の観光バス事故のうち最大の死者数となる。

### 災害
中部横貫公路の建設以来、豪雨による地すべりが知られるが、1999年（民国88年）9月21日に発生した921大地震の甚大な被害により、谷関 - 徳基の区間が遮断され、さらに2004年（民国93年）の台風7号（蒲公英、ミンドゥル）の影響で修復区間が再び崩壊し、梨山に至る谷関（上谷関）から徳基までが長期通行止めとなった。
2011年（民国100年）、梨山の住民や現地就労者らの通行のための迂回路が設けられ、その後「中横便道」（台8臨37線）として整備されていった。一般車両は通行禁止であったが、2018年（民国107年）11月16日には、台8臨37線を利用したバスの正規運行が開始された。それに伴い、迂回路として武嶺を越える霧社支線を通り、台中の豊原と梨山を結んだ長距離バスは廃止された。
交通部公路総局は、台8臨37線の安全性の向上ならびに本線の谷関・梨山間の回復を推進するとともに、2023年（民国112年）、脆弱な区間の路線強化を策定し、国家発展委員会に提出した。
2024年4月3日、花蓮地震により9か所で落石や土砂崩れが発生。一時通行止めとなった。

### 関連資料
- 橫貫公路資源調查團調查報告. 臺北: 經濟部橫貫公路資源調查團 . (1956) 2023年6月25日閲覧。
- 黃肇中 (1969). 中央山脈之旅 - 橫貫公路複勘散記. 省府新聞處 2023年6月25日閲覧。
- 經濟部橫貫公路資源調查團, ed (1972). 臺灣省東西橫貫公路開發紀念集. 臺北: 行政院國軍退除役官兵導委員會  2023年6月25日閲覧。
- 劉枋 (1988). 路: 東西橫貫公路開拓簡史. 內政部營建署太魯閣國家公園管理處 2023年6月25日閲覧。
- 金尚德 (2015). 百年立霧溪: 太魯閣橫貫道路開拓史. 台北: 玉山社出版事業. ISBN 9789862941201